# Rivière Mill
La rivière Mill est une rivière canadienne dans le comté de Prince sur l'Île-du-Prince-Édouard. La rivière coule vers le nord-est dans la baie Cascumpèque.